# Moriello de Sant Pietro
Moriello de Sant Pietro (em castelhano:  Morillo de San Pietro, Murillo de San Pedro ou Morillo de San Pedro) é um núcleo antigo e isolado situado próximo ao Vale de Vió, em Boltanya, na comarca de Sobrarbe, na província de Uesca, da comunidade autónoma espanhola de Aragão.
O núcleo situa-se numa escarpa calcária elevada, ao lado da Serra de Sant Visorio. O rio Yesa separa o vale, deixando a estrada de Anyisclo no lado oposto, e atravessando Fiscal e Vio até Escalona.

## História

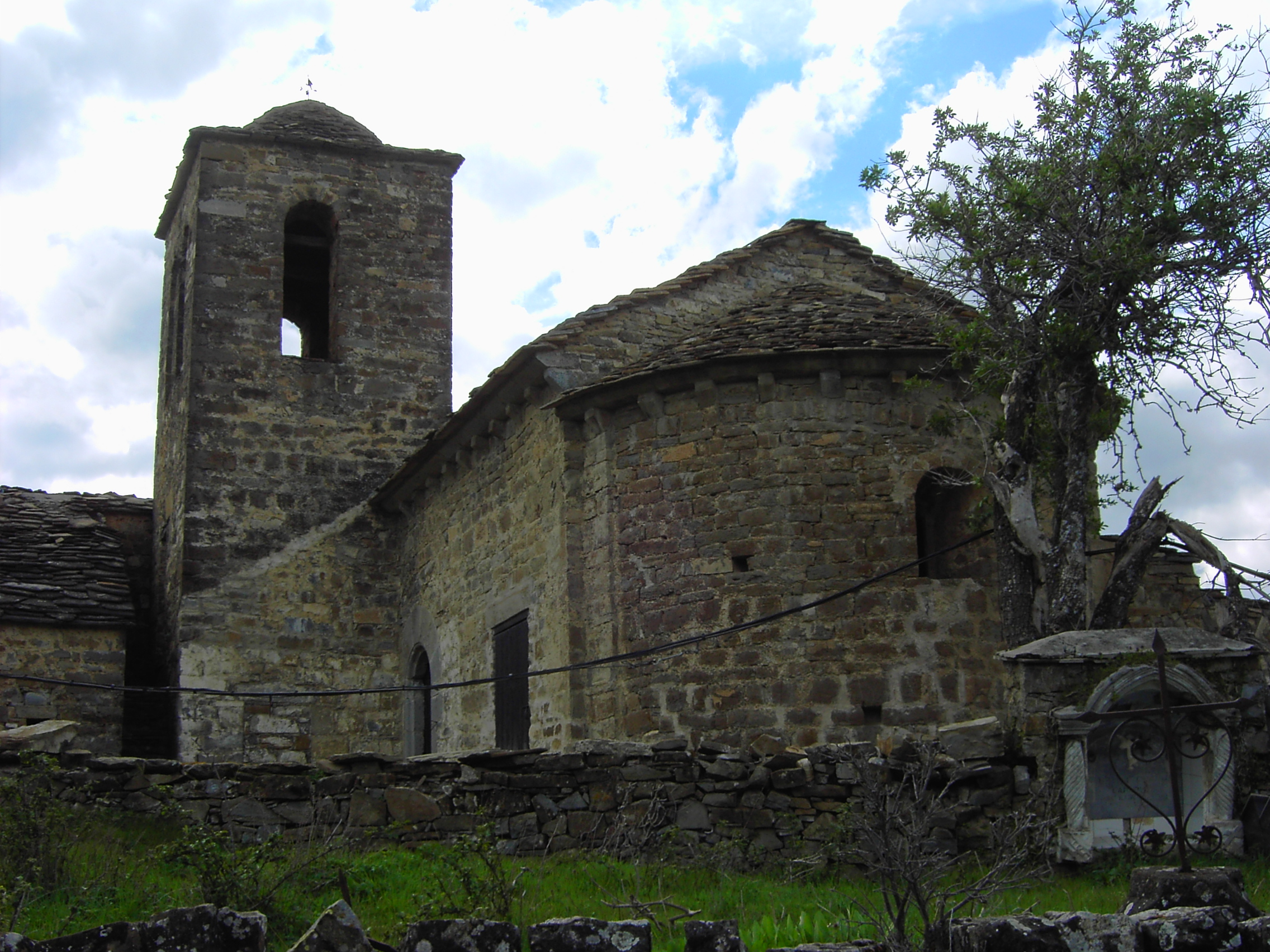
A antiga Igreja de São Lourenço.

A economia era baseada na madeira e pecuária de ovinos. Durante os séculos XVII e XIX, foram realizadas obras de ampliação na igreja paroquial datada do século XI. Em 2002, a igreja foi restaurada, onde a abadia de origem medieval foi demolida.
Até 1646, o topónimo da localidade era escrito sem o apelativo San Pietro.
A igreja de São Lourenço é de estilo arquitetónico românico. No seu interior, há frescos românicos que incluem um pantocrator, e também alguns escudos do Signum Nostri do Reino de Aragão, com três marcas.